# La soluzione del problema vita
La soluzione del problema vita è un libro scritto da Dario Bernazza.

## Contenuto
Secondo l'autore, il metodo migliore per vivere una vita piena e soddisfacente è quello di affrontare consapevolmente ciascuno degli aspetti più importanti della nostra esistenza, facendo le scelte giuste per potere vivere in modo positivo. Gli aspetti fondamentali della vita individuati da Bernazza sono: il lavoro, il sesso, il matrimonio, la procreazione e l'educazione dei figli, il luogo dove vivere, la scelta degli obiettivi della vita, il successo, il denaro, la salute, le amicizie, la condotta morale. Per risolvere i problemi che la vita ci presenta è necessario sapere ragionare con logica e a questo fine Bernazza raccomanda a tutti lo studio della filosofia. Per lo scrittore, sapere vivere non è solo una scienza ma anche un'arte e perciò è necessario sapere apprezzare il bello; per raggiungere quest'obiettivo la strada migliore è quella di interessarsi alla  letteratura, all'arte, alla musica ed alle bellezze della natura. La vita ci presenta comunque degli aspetti negativi che non dipendono da noi e che Bernazza definisce "il passivo dell'esistenza"; per ottenere un bilancio soddisfacente della nostra vita dobbiamo bilanciare questo passivo con un "attivo" che dipende soprattutto dalle nostre scelte e dalle nostre azioni.

## Edizioni
- Dario Bernazza, La soluzione del problema vita, SugarCo Edizioni, 1982.